# Галибин, Александр Владимирович
Алекса́ндр Влади́мирович Гали́бин (род. 27 сентября 1955 год, Ленинград, РСФСР, СССР) — советский и российский актёр театра, кино и озвучивания, режиссёр театра и кино, телеведущий. Народный артист Российской Федерации (2006). Лауреат Премии Президента Российской Федерации (2023).

## Биография
Родился 27 сентября 1955 года в Ленинграде, в семье плотника, работавшего декоратором-постановщиком на киностудии «Ленфильм».
Актёрскую карьеру начал в Театре юношеского творчества при Ленинградском дворце пионеров под руководством Матвея Григорьевича Дубровина.
В 1977 году окончил актёрское отделение Ленинградского государственного института театра, музыки и кинематографии (ЛГИТМиКа) (мастерская профессора Рубена Сергеевича Агамирзяна).
С 1977 по 1979 годы — актёр Академического драматического театра имени В. Ф. Комиссаржевской в Ленинграде. Играл в спектаклях: «Легенда о шутовском колпаке» (король Филипп), «Пять вечеров» (Слава), «Бумбараш» (Лёвка), «Царь Борис» (тень царевича Дмитрия, чеченец, Фёдор Годунов), «Десять нераспечатанных писем» (строитель БАМа) и другие.
В кино дебютировал в 1976 году, исполнив роль Юрия Иванова в художественном фильме режиссёра Семёна Арановича «…И другие официальные лица». После выхода на киноэкраны детективной художественной ленты режиссёра Александра Файнциммера «Трактир на Пятницкой»(1978), где Александр сыграл роль вора-щипача «Пашки-Америки», его имя стало широко известно советскому зрителю. Всего в кинокарьере артиста более 50 фильмов.
С 1981 по 1988 годы — актёр студии киноактёра при киностудии «Ленфильм».
В 1985 году исполнил главную роль советского инженера Ильи Крутина в совместном советско-вьетнамском фильме «Координаты смерти» (вьет. Tọa độ chết) режиссёров Самвела Гаспарова и Нгуен Суан Тяна.
Дважды сыграл роль Николая II: в многосерийном телевизионном художественном фильме «Жизнь Клима Самгина» (здесь же сыграл Диомидова, режиссёр Виктор Титов, 1986) и в картине «Романовы. Венценосная семья» (режиссёр Глеб Панфилов, 2000).
В 1988 году поступил в ГИТИС имени А. В. Луначарского в Москве на режиссёрское отделение. До 1992 года работал в «Лаборатории» московского театра «Школа драматического искусства». В 1989 году дебютировал как режиссёр спектаклем «Эскориал» по пьесе бельгийского драматурга Мишеля де Гельдерода (Гильдия актёров кино России). В 1993 году выпустил радиоспектакль «Игроки» по одноимённой комедии Н. В. Гоголя.
В 1993 году в Санкт-Петербургском государственном Молодёжном театре на Фонтанке выпустил дипломный спектакль «Ла фюнф ин дер люфт» («Лавочкин-пять в воздухе») по пьесе Алексея Шипенко. Режиссёр вывел на сцену «грешных… слабых, загнанных… чернушной жизнью» героев и «осветил их измученные лица». Спектакль признан лучшей режиссёрской работой 1993 года, а исполнители главных ролей — Константин Воробьёв и Мария Шитова — лучшими актёрами сезона.
В 1994 году окончил режиссёрский факультет Российского института театрального искусства — ГИТИСа в Москве по специальности «Режиссура драмы» (мастерская Анатолия Александровича Васильева).
С 1993 по 1995 год работал режиссёром в Государственном драматическом театре «На Литейном» в Санкт-Петербурге. Первой постановкой в театре «На Литейном» стал «программный» для Галибина спектакль «Три сестры» А. П. Чехова, в котором режиссёр использовал «эффект скрещивания», введя в действие отрывки из знаменитого спектакля «Три сестры» Владимира Немировича-Данченко, поставленного во МХАТе в 1940 году. «В „Трёх сестрах“ режиссёр изменил привычный философский масштаб пьесы. Его спектакль — это „взгляд на чеховских героинь из вечности, из неопределённой эпохи“. Словно из другого времени, из другого измерения доносятся голоса мхатовского спектакля, в них смех, тепло. Совсем иное в галибинском спектакле: герои здесь не живут, а „вспоминают о чужой жизни, бесстрастно-отстранённо произносят чеховский текст, как чужую роль“». В 1994 году этот спектакль получил признание и первое место в конкурсе «Театр — Школа — Классика и Современность».
Затем обратился к современной драматургии: «Арфа приветствия» М. Богомольного (1994), «Городской романс» М. Угарова (спектакль был признан лучшим спектаклем сезона, побывал на гастролях в Германии, Польше, получив высокую оценку зарубежной театральной прессы), «Вера, Надежда, Любовь (Карамболь)» Ю. Князева (1999).
В Российском театре драмы имени А. С. Пушкина («Александринском театре») в Санкт-Петербурге поставил спектакли: «Воспитанница» А. Н. Островского (1995), где стилизовал театральный мир, наполненный страстями и обладающий недостижимой для жизни яркостью; «Сказание о царе Петре и убиенном сыне его Алексее» по Фридриху Горенштейну (1997), где режиссёр выстроил свой спектакль на сопоставлениях, контрастах, ассоциациях и в результате известная схема взаимоотношений Петра I c сыном наполнилась новым, мощным трагическим содержанием; «Женитьба» (1998, новая редакция — 2004) — спектакль, в котором режиссёру удалось, сохранив гоголевский юмор, воссоздать временами гротескную, временами трагическую ткань жизни.
Став главным режиссёром «Александринского театра» (2003—2005), поставил три спектакля: «Ангажемент» по пьесе Ю. Князева «Динамо», комедии А. П. Чехова «Чайка» (2004) и «Нора» Г. Ибсена (2005).
В Государственном рижском театре русской драмы выпустил в стилистике немого кино спектакль «Глаза дня» («Мата Хари») Елены Греминой (1998). Им осуществлена постановка оперы «Пиковая дама» П. И. Чайковского (1999, «Мариинский театр», сценография Александра Орлова). Другие постановки: «Плачевная повесть о Дон Кихоте Ламанчском» Елены Греминой (2000, Новосибирский академический молодёжный театр «Глобус»), «Фрёкен Жюли» Августа Стриндберга (2000, «Балтийский дом»), «С любимыми не расставайтесь» Александра Володина (2002, Театр «На Литейном», Санкт-Петербург), «Иоанн Креститель» Светланы Губайдуллиной (2002, «Мариинский театр»).
Выпустил несколько спектаклей за рубежом: «Преступление и наказание» Ф. Достоевского (1997, Театральная академия Цюриха, Швейцария), «Игроки» Н. В. Гоголя (1997, Брегенс, Австрия), «Полоумный Журден» (1999, Миккеле, Финляндия), «Дядя Ваня» А. П. Чехова, (2000, Ольштын, Польша).
В 2000 году выступил в качестве художественного руководителя и режиссёра проекта «Москва — открытый город», осуществлённого совместно с Британским советом, театром «Роял Корт» (Лондон) при участии национальной театральной премии «Золотая маска».
На его счету два телевизионных проекта: трёхсерийный проект, посвящённый открытым совместным репетициям старейших актёров Санкт-Петербурга с молодым поколением артистов «Тише! Идёт репетиция» (режиссёр проекта; «Пятый канал», Санкт-Петербург); и проект, посвящённый работам ведущих режиссёров Санкт-Петербурга, «Серебряный век Петербургской режиссуры» (соавтор и ведущий проекта; телеканал «Россия-Культура»).
С 2000 по 2003 год главный режиссёр Новосибирского академического молодёжного театра «Глобус». С его приходом театр не только не утратил своих принципов — открытость мировому художественному опыту, сотрудничество с мастерами различных направлений и школ, сознание и проведение культурно-просветительских проектов, но и приобрёл чёткую позицию в отношении репертуарной политики. Приверженность режиссёра русской и зарубежной классике обогатила театр следующими постановками: «Игроки» Н. В. Гоголя, «Царь Максимилиан» Елены Греминой (спектакль удостоен гран-при в номинации «Лучшая режиссура в драматических театрах» Новосибирского конкурса «Парадиз») и «Кроткая» Фёдора Достоевского (сценография Александра Орлова)  в 2001 году, «Женитьба Фигаро» П.-О. Бомарше (сценография Александра Орлова),  «Бульвар Преступлений» Э.-Э. Шмитта (сценография Александра Орлова) в 2002 году.
В 2008 году назначен художественным руководителем Московского драматического театра имени К. С. Станиславского. В июле 2011 года контракт с Галибиным не был продлён Департаментом культуры города Москвы, в связи с чем режиссёр покинул театр.
Набрал свой курс в Театральном институте имени Бориса Щукина в Москве.
В 2014 году стал художественным руководителем актёрско-режиссёрского курса в ГИТИСе при московском театре «Школа современной пьесы».
С 21 ноября 2014 года по сентябрь 2017 года — ведущий программы «Жди меня» на «Первом канале».
Член Общественного совета при Министерстве культуры Российской Федерации с 2016 года.

### Личная жизнь
- Первая жена — Ольга Наруцкая (род. 1950), режиссёр, актриса, филолог. Однокурсница Александра Галибина по ЛГИТМиКу, на которой он женился, будучи студентом второго курса института.
  - Дочь — Мария Наруцкая-Лосева (род. 1978), актриса, теле- и радиоведущая.
    - Внучка — Елизавета (род. 1999).
- Вторая жена — Рут Винекен (Ruth Wyneken; род. 1946, Германия), переводчица, писательница, драматург, публицистка, педагог. Александр Галибин познакомился с ней, изучая режиссуру на курсе Анатолия Васильева и работая в «Лаборатории» театра «Школа драматического искусства» в Москве.
- Третья жена — Ирина Савицкова, актриса. Проживают всей семьёй в Москве в доме на Патриарших Прудах[6].
  - Дочь — Ксения (род. 2003).
  - Сын — Василий (род. 2014).

## Творчество

### Театральные работы

#### Роли в театре
Академический драматический театр имени В. Ф. Комиссаржевской (Санкт-Петербург)
Театр «Школа современной пьесы» (Москва)
- 2013 — спектакль «Лондонский треугольник» — Николай Огарев
- 2019 — спектакль «На трубе» — Благородный отец; Чехов

#### Постановки спектаклей
- 2002 — «С любимыми не расставайтесь» Александра Володина в Государственном драматическом театре «На Литейном» в Санкт-Петербурге
- 2002 — «Бульвар преступлений» Э.-Э. Шмитта в Новосибирском академическом молодёжном театре «Глобус»[7]
- 2007 — «Ловелас» по мотивам романа «Бедные люди» Ф. М. Достоевского в Московском театре-студии под руководством Олега Табакова[8]

### Фильмография

#### Актёр
- 1976 — …И другие официальные лица — Юрий Константинович Иванов, сын Иванова
- 1978 — Трактир на Пятницкой — «Пашка-Америка» (Павел Иванович Антонов), вор-щипач
- 1979 — Иванцов, Петров, Сидоров — Геннадий Борисович Иванцов
- 1979 — Алые погоны — рядовой Грунёв
- 1980 — Поэма о крыльях — Костя
- 1980 — Пощёчина — Саша
- 1980 — Мужество — Сергей
- 1981 — Сказка, рассказанная ночью — угольщик Петер Мунк
- 1981 — Такие же, как мы! — Валерий Носарёв
- 1981 — Кто заплатит за удачу? — соратник Антонины
- 1981 — Шестой — связной банды вахрамеевцев
- 1981 — Сто радостей, или Книга великих открытий — студент
- 1982 — Ослиная шкура — принц Жак
- 1982 — Моя любовь — Революция (телеспектакль) — Виктор Поддубцев
- 1983 — Нас венчали не в церкви — революционер-народник Сергей Синегуб
- 1983 — Без особого риска — лейтенант милиции Виктор Сергеевич Петров, инспектор уголовного розыска
- 1983 — Тревожный вылет — Кокорев
- 1983 — Привет с фронта — Миша Воскобойников
- 1984 — Приступить к ликвидации — Степан Казимирович Бурковский, «Кузыма»
- 1984 — Я за тебя отвечаю — замполит
- 1984 — Лучшая дорога нашей жизни — Андреев
- 1984 — Мой избранник — Зуйков, народный депутат
- 1985 — Батальоны просят огня — старший лейтенант Кондратьев
- 1985 — Координаты смерти — Илья Крутин, советский инженер
- 1986 — Исключения без правил (новелла «Скрепки») — Игорь Андреевич Степанов
- 1986 — Путь к себе — Владимир Крылов
- 1986 — Степная эскадрилья — агроном
- 1986 — Жизнь Клима Самгина — Николай II / Диомидов
- 1987 — Джек Восьмёркин — «американец» — Василий Капралов, председатель коммуны
- 1987 — Серебряные струны — Василий Васильевич Андреев
- 1988 — Муж и дочь Тамары Александровны — Валерий, отец Кати, муж Тамары Александровны
- 1989 — Оно — юродивый
- 1990 — История болезни — старший брат
- 2000 — Романовы. Венценосная семья — император Николай II (озвучивал Виктор Раков)
- 2004 — Рагин — Иван Дмитриевич Громов
- 2005 — Мастер и Маргарита — Мастер (озвучивал Сергей Безруков)
- 2005 — Первое правило королевы — Глеб Звоницкий, майор ФСБ
- 2005 — Слепой 2 — Павлов
- 2007 — Консервы — Валерий Астраханцев
- 2007 — Свой-чужой — Виталий Петрович Ильюхин, полковник
- 2007 — Грехи наши — Андрей Викторович Бачурин
- 2007 — Он, она и я — Дмитрий Белявский
- 2007 — Месть — Леонард
- 2007 — Сорок — Михаил
- 2008 — Судьба повелителя / Hökmdarin taleyi (Азербайджан) — князь Цицианов
- 2008 — Адель — Захаров
- 2008 — Приговор — Андрей
- 2008 — Псевдоним «Албанец» 2 — Чалый, беглый зэк
- 2009 — Летучий отряд — Василий Андреевич Трапезников, генерал ФСБ
- 2009 — Актёр, или Любовь не по сценарию — Алексей Орлов, актёр
- 2010 — 9 мая. Личное отношение (новелла «Слухач») — слепой
- 2011 — Акула — Владислав Валерьевич
- 2011 — Фурцева — Григорий Чухрай
- 2011 — Откровения — Илья Петрович, начальник охраны (серия № 22 «Охранник»)
- 2011 — Грибной царь — Алексей
- 2012 — Человек ниоткуда — Павел Павлович Вершинин, наркобарон
- 2012 — Белый мавр, или Интимные истории о моих соседях — Андрей
- 2013 — Дурная кровь — Иван Алексеевич Костомаров, олигарх
- 2013 — Выжить после — Иван Сергеевич Радомский, учёный-генетик (озвучивал Борис Репетур)
- 2014 — 22 минуты — Декалин, капитан танкера-газовоза «Ямал»
- 2014 — Разрывая замкнутый круг / Tyghyryqtan zhol tapqan — Григорий Файнберг, геолог, бывший политзэк
- 2014 — Бесы — губернатор фон Лембке
- 2014 — Мир для двоих — Борис Иванович Денисов, отец Макса
- 2014 — Высокая кухня — Михаил Андреев, отец Маши
- 2014 — Криминальное наследство — Борис Андреевич Ермаков
- 2016 — Чемпионы: Быстрее. Выше. Сильнее — Леонид Яковлевич Аркаев, тренер по спортивной гимнастике
- 2016 — Второе зрение — Виктор Николаевич Файзов
- 2017 — Piter by Каста
- 2017 — Налёт — Игорь Васильевич Киселёв, заместитель губернатора
- 2017 — Морозова — Валерий Зайцев, генерал
- 2017 — Доктор Рихтер — доктор Калинин, отец Владимира
- 2017 — Хождение по мукам — Борис Савинков
- 2017 — Шуберт — Павел Сергеевич Семёнов («Поводырь»), полковник, сотрудник Управления по борьбе с терроризмом
- 2017 — Тени над Балканами / Senke nad Balkanom (Сербия) — генерал Пётр Николаевич Врангель
- 2018 — Хор — Вадим
- 2019 — Фантом — Константин Ширяев
- 2020 — Водоворот — Ставкевич, сотрудник Следственного комитета
- 2020 — Волк — генерал Суходеев
- 2020 — Смертельные иллюзии
- 2021 — Лётчик — врач-хирург

#### Режиссёр
- 2004 — Царь Максимилиан (фильм-спектакль)
- 2004 — Сказ о царе Петре и сыне его царевиче Алексее (фильм-спектакль)
- 2004 — Игроки (фильм-спектакль)
- 2007 — 40
- 2010 — Комедианты (фильм-спектакль)
- 2016 — Золотая рыбка (режиссёрский дебют в полном метре)[9]
- 2019 — Сестрёнка[10]
- 2021 — Маруся Фореva!
- 2022 — Моя ужасная сестра[11]
- 2022 — Приключения маленького Бахи[12]

#### Озвучивание
- 1980 — Тройное сальто / Al treilea salt mortal (Социалистическая Республика Румыния) —
- 1989 — Долина предков («Киргизфильм», СССР) — Сакы (роль Расула Укачина)
- 2019 — Сестрёнка — закадровый перевод с башкирского языка

## Признание заслуг

### Государственные награды РСФСР
- 1991 — почётное звание «Заслуженный артист РСФСР».

### Государственные награды Российской Федерации
- 2006 — почётное звание «Народный артист Российской Федерации» — за большие заслуги в области искусства[1].
- 2017 — Орден Дружбы — за заслуги в развитии отечественной культуры и искусства, средств массовой информации, многолетнюю плодотворную деятельность[13].

### Премии
- 2020 — Национальная премия «Имперская культура» имени Эдуарда Володина[14].
- 2023 — Премия Президента Российской Федерации в области литературы и искусства за произведения для детей и юношества — за вклад в развитие отечественного детского кино[15].

### Общественные награды
- 2016 — приз Федерации киноклубов России в российской программе на XXXVIII Московском международном кинофестивале (23-30 июня 2016 года) — за режиссёрскую работу над полнометражным художественным фильмом «Золотая рыбка»[9] (Россия, 2016)[16].
- 2016 — специальный приз имени Александра Твардовского с формулировкой «за переосмысление классики» на IX Всероссийском кинофестивале актёров-режиссёров «Золотой Феникс» в Смоленске (2-6 сентября 2016 года) — за режиссёрскую работу над полнометражным художественным фильмом «Золотая рыбка»[9] (Россия, 2016)[17].
- 2020 — гран-при за художественный фильм «Сестрёнка» на V премии «На Благо Мира»[18][19][20][21][22][23][24][25][26].
- 2022 — «Золотой сарматский лев» за вклад в киноискусство на XV Международном кинофестивале «Восток&Запад.Классика и Авангард» в Оренбурге.

## Общественная деятельность
23 января 2018 года подписал обращение к Министру культуры России Владимиру Мединскому с просьбой о проведении дополнительной юридической экспертизы фильма «Смерть Сталина» на предмет соответствия законодательству Российской Федерации и временном отзыве прокатного удостоверения у этой кинокартины.